# Brasil en la clasificación de Conmebol para la Copa Mundial de Fútbol de 2026
La selección de fútbol de Brasil es uno de los diez equipos nacionales que participan en la clasificación de Conmebol para la Copa Mundial de Fútbol, en la que se definen los representantes de Conmebol para la Copa Mundial de Fútbol de 2026 que se desarrollará en Canadá, Estados Unidos y México.
La etapa preliminar —también denominada eliminatorias— se juega en América del Sur desde septiembre de 2023 hasta septiembre de 2025 en encuentros de ida y vuelta.

## Sistema de juego
El sistema de juego de las eliminatorias consiste por octava ocasión consecutiva, en enfrentamientos de ida y vuelta todos contra todos, con un total 18 jornadas.
Tras haber sorteado el orden de los partidos en la edición anterior en la ciudad de Luque, Paraguay, el 17 de diciembre de 2019, la Conmebol decidió repetir el calendario de partidos para estas clasificatorias.
Para el mundial 2026 se aumentó la cantidad de equipos participantes de 32 a 48, esto también aumentó los cupos para Conmebol, así los primeros seis puestos accederán de manera directa a la Copa Mundial de Fútbol de 2026. La selección que logre el séptimo puesto disputará un torneo de repesca ante equipos nacionales de otras confederaciones.

## Sedes
| Ciudad              | Estadio                     |
| ------------------- | --------------------------- |
| Belém               | Mangueirão                  |
|                     |                             |
| 45 007 espectadores |                             |
| Cuiabá              | Arena Pantanal              |
|                     |                             |
| 42 900 espectadores |                             |
| Río de Janeiro      | Maracaná                    |
|                     |                             |
| 84 738 espectadores |                             |
| Curitiba            | Major Antônio Couto Pereira |
|                     |                             |
| 40 310 espectadores |                             |
| Brasilia            | Mané Garrincha              |
|                     |                             |
| 72 800 espectadores |                             |
| Salvador            | Itaipava Arena Fonte Nova   |
|                     |                             |
| 51 000 espectadores |                             |
| São Paulo           | Neo Química Arena           |
|                     |                             |
| 49 205 espectadores |                             |

## Uniformes
| Titular 2023 | Alternativa 2023 | Tercera 2023 | Titular 2024 | Alternativa 2024 |

## Tabla de posiciones
| Pos. | Selección | Pts. | PJ | G  | E | P  | GF | GC | Dif. |
| ---- | --------- | ---- | -- | -- | - | -- | -- | -- | ---- |
| 1.   | Argentina | 35   | 16 | 11 | 2 | 3  | 28 | 9  | +19  |
| 2.   | Ecuador   | 25   | 16 | 7  | 7 | 2  | 13 | 5  | +8   |
| 3.   | Brasil    | 25   | 16 | 7  | 4 | 5  | 21 | 16 | +5   |
| 4.   | Uruguay   | 24   | 16 | 6  | 6 | 4  | 19 | 12 | +7   |
| 5.   | Paraguay  | 24   | 16 | 6  | 6 | 4  | 13 | 10 | +3   |
| 6.   | Colombia  | 22   | 16 | 5  | 7 | 4  | 19 | 15 | +4   |
| 7.   | Venezuela | 18   | 16 | 4  | 6 | 6  | 15 | 19 | –4   |
| 8.   | Bolivia   | 17   | 16 | 5  | 2 | 9  | 16 | 32 | –16  |
| 9.   | Perú      | 12   | 16 | 2  | 6 | 8  | 6  | 17 | –11  |
| 10.  | Chile     | 10   | 16 | 2  | 4 | 10 | 9  | 24 | –15  |

| L\V                  | Bandera de Argentina | Bandera de Bolivia | Bandera de Brasil | Bandera de Chile | Bandera de Colombia | Bandera de Ecuador | Bandera de Paraguay | Bandera de Perú | Bandera de Uruguay | Bandera de Venezuela |
| Bandera de Argentina |                      | 6:0                | 4:1               | 3:0              | 1:1                 | 1:0                | 1:0                 | 1:0             | 0:2                | :                    |
| Bandera de Bolivia   | 0:3                  |                    | :                 | 2:0              | 1:0                 | 1:2                | 2:2                 | 2:0             | 0:0                | 4:0                  |
| Bandera de Brasil    | 0:1                  | 5:1                |                   | :                | 2:1                 | 1:0                | 1:0                 | 4:0             | 1:1                | 1:1                  |
| Bandera de Chile     | 0:1                  | 1:2                | 1:2               |                  | 0:0                 | 0:0                | 0:0                 | 2:0             | :                  | 4:2                  |
| Bandera de Colombia  | 2:1                  | :                  | 2:1               | 4:0              |                     | 0:1                | 2:2                 | 0:0             | 2:2                | 1:0                  |
| Bandera de Ecuador   | :                    | 4:0                | 0:0               | 1:0              | 0:0                 |                    | 0:0                 | 1:0             | 2:1                | 2:1                  |
| Bandera de Paraguay  | 2:1                  | 1:0                | 1:0               | 1:0              | 0:1                 | :                  |                     | 0:0             | 2:0                | 2:1                  |
| Bandera de Perú      | 0:2                  | 3:1                | 0:1               | 0:0              | 1:1                 | 0:0                | :                   |                 | 1:0                | 1:1                  |
| Bandera de Uruguay   | 0:1                  | 3:0                | 2:0               | 3:1              | 3:2                 | 0:0                | 0:0                 | :               |                    | 2:0                  |
| Bandera de Venezuela | 1:1                  | 2:0                | 1:1               | 3:0              | :                   | 0:0                | 1:0                 | 1:0             | 0:0                |                      |

|  | Clasifican a la Copa Mundial de Fútbol de 2026.  |
|  | Clasifica al Torneo de Repesca Intercontinental. |

### Evolución de posiciones
| País / Fecha | 1   | 2   | 3   | 4   | 5   | 6   | 7   | 8   | 9   | 10  | 11  | 12  | 13  | 14  | 15  | 16  | 17  | 18  |
| ------------ | --- | --- | --- | --- | --- | --- | --- | --- | --- | --- | --- | --- | --- | --- | --- | --- | --- | --- |
| Brasil       | 1.° | 1.° | 2.° | 3.° | 5.° | 6.° | 4.° | 5.° | 4.° | 4.° | 4.° | 5.° | 3.° | 4.° | 4.° | 3.° | ?.° | ?.° |
| Resultado    | G   | G   | E   | P   | P   | P   | G   | P   | G   | G   | E   | E   | G   | P   | E   | G   | –   | –   |

### Puntos obtenidos contra cada selección durante las eliminatorias
| vs.       | Bandera de Argentina | Bandera de Bolivia | Bandera de Chile | Bandera de Colombia | Bandera de Ecuador | Bandera de Paraguay | Bandera de Perú | Bandera de Uruguay | Bandera de Venezuela | Total |
| --------- | -------------------- | ------------------ | ---------------- | ------------------- | ------------------ | ------------------- | --------------- | ------------------ | -------------------- | ----- |
| Local     | 0                    | 3                  | –                | 3                   | 3                  | 3                   | 3               | 1                  | 1                    | 17    |
| Visitante | 0                    | –                  | 3                | 0                   | 1                  | 0                   | 3               | 0                  | 1                    | 8     |
| Total     | 0                    | 3                  | 3                | 3                   | 4                  | 3                   | 6               | 1                  | 2                    | 25    |

## Partidos

### Primera vuelta
| 8 de septiembre de 2023 | Brasil                                                     | 5:1 (1:0) | Bolivia    | Estadio Mangueirão, Belém                                                    |                                                                              |
| 21:45 (UTC-3)           | - Rodrygo Goes 24', 53' - Raphinha 47' - Neymar 61', 90+3' | Reporte   | Ábrego 78' | Asistencia: 48 183 espectadores Árbitro(s): Juan Benítez VAR: Carlos Benítez | Asistencia: 48 183 espectadores Árbitro(s): Juan Benítez VAR: Carlos Benítez |

| 12 de septiembre de 2023 | Perú | 0:1 (0:0) | Brasil         | Estadio Nacional, Lima                                                             |                                                                                    |
| 21:00 (UTC-5)            |      | Reporte   | Marquinhos 90' | Asistencia: 56 328 espectadores Árbitro(s): Fernando Rapallini VAR: Germán Delfino | Asistencia: 56 328 espectadores Árbitro(s): Fernando Rapallini VAR: Germán Delfino |

| 12 de octubre de 2023 | Brasil      | 1:1 (0:0) | Venezuela | Arena Pantanal, Cuiabá                                                    |                                                                           |
| 20:30 (UTC-4)         | Gabriel 50' | Reporte   | Bello 85' | Asistencia: 39 018 espectadores Árbitro(s): Kevin Ortega VAR: Carlos Orbe | Asistencia: 39 018 espectadores Árbitro(s): Kevin Ortega VAR: Carlos Orbe |

| 17 de octubre de 2023 | Uruguay                         | 2:0 (1:0) | Brasil | Estadio Centenario, Montevideo                                            |                                                                           |
| 21:00 (UTC-3)         | - Núñez 42' - N. de la Cruz 71' | Reporte   |        | Asistencia: 52 477 espectadores Árbitro(s): Alexis Herrera VAR: Juan Soto | Asistencia: 52 477 espectadores Árbitro(s): Alexis Herrera VAR: Juan Soto |

| 16 de noviembre de 2023 | Colombia      | 2:1 (0:1) | Brasil        | Estadio Metropolitano, Barranquilla                                             |                                                                                 |
| 19:00 (UTC-5)           | Díaz 75', 79' | Reporte   | Martinelli 4' | Asistencia: 44 604 espectadores Árbitro(s): Andrés Matonte VAR: Leodán González | Asistencia: 44 604 espectadores Árbitro(s): Andrés Matonte VAR: Leodán González |

| 21 de noviembre de 2023 | Brasil | 0:1 (0:0) | Argentina    | Estadio Maracaná, Río de Janeiro                                      |                                                                       |
| 21:30 (UTC-3)           |        | Reporte   | Otamendi 63' | Asistencia: 68 138 espectadores Árbitro(s): Piero Maza VAR: Juan Lara | Asistencia: 68 138 espectadores Árbitro(s): Piero Maza VAR: Juan Lara |

| 6 de septiembre de 2024 | Brasil      | 1:0 (1:0) | Ecuador | Estadio Couto Pereira, Curitiba              |                                              |
| 22:00 (UTC-3)           | Rodrygo 30' | Reporte   |         | Árbitro(s): Facundo Tello VAR: Silvio Trucco | Árbitro(s): Facundo Tello VAR: Silvio Trucco |

| 10 de septiembre de 2024 | Paraguay     | 1:0 (1:0) | Brasil | Estadio Defensores del Chaco, Asunción          |                                                 |
| 20:30 (UTC-4)            | D. Gómez 20' | Reporte   |        | Árbitro(s): Andrés Matonte VAR: Leodán González | Árbitro(s): Andrés Matonte VAR: Leodán González |

| 10 de octubre de 2024 | Chile     | 1:2 (1:1) | Brasil                                 | Estadio Nacional, Santiago                    |                                               |
| 21:00 (UTC-3)         | Vargas 2' | Reporte   | - Igor Jesus 45+1' - Luiz Henrique 89' | Árbitro(s): Darío Herrera VAR: Héctor Paletta | Árbitro(s): Darío Herrera VAR: Héctor Paletta |

### Segunda vuelta
| 15 de octubre de 2024 | Brasil                                                                      | 4:0 (1:0) | Perú | Estadio Mané Garrincha, Brasilia                  |                                                   |
| 21:45 (UTC-3)         | - Raphinha 38' (pen.), 54' (pen.) - Andreas Pereira 71' - Luiz Henrique 74' | Reporte   |      | Árbitro(s): Esteban Ostojich VAR: Leodán González | Árbitro(s): Esteban Ostojich VAR: Leodán González |

| 14 de noviembre de 2024 | Venezuela   | 1:1 (0:1) | Brasil       | Estadio Monumental, Maturín                |                                            |
| 17:00 (UTC-4)           | Segovia 46' | Reporte   | Raphinha 43' | Árbitro(s): Andrés Rojas VAR: Jhon Perdomo | Árbitro(s): Andrés Rojas VAR: Jhon Perdomo |

| 19 de noviembre de 2024 | Brasil     | 1:1 (0:0) | Uruguay      | Arena Fonte Nova, Salvador            |                                       |
| 21:45 (UTC-3)           | Gerson 62' | Reporte   | Valverde 55' | Árbitro(s): Piero Maza VAR: Juan Lara | Árbitro(s): Piero Maza VAR: Juan Lara |

| 20 de marzo de 2025 | Brasil                                       | 2:1 (1:1) | Colombia | Estadio Mané Garrincha, Brasilia                                          |                                                                           |
| 21:45 (UTC-3)       | - Raphinha 6' (pen.) - Vinícius Júnior 90+9' | Reporte   | Díaz 41' | Asistencia: 70 027 espectadores Árbitro(s): Alexis Herrera VAR: Juan Soto | Asistencia: 70 027 espectadores Árbitro(s): Alexis Herrera VAR: Juan Soto |

| 25 de marzo de 2025 | Argentina                                                     | 4:1 (3:1) | Brasil            | Estadio Monumental, Buenos Aires           |                                            |
| 21:00 (UTC-3)       | - Álvarez 4' - Fernández 12' - Mac Allister 37' - Simeone 71' | Reporte   | Matheus Cunha 26' | Árbitro(s): Andrés Rojas VAR: John Perdomo | Árbitro(s): Andrés Rojas VAR: John Perdomo |

| 5 de junio de 2025 | Ecuador | 0:0     | Brasil | Estadio Monumental, Guayaquil           |                                         |
| 18:00 (UTC-5)      |         | Reporte |        | Árbitro(s): Piero Maza VAR: José Cabero | Árbitro(s): Piero Maza VAR: José Cabero |

| 10 de junio de 2025 | Brasil              | 1:0 (1:0) | Paraguay | Neo Química Arena, São Paulo                      |                                                   |
| 21:45 (UTC-3)       | Vinícius Júnior 44' | Reporte   |          | Árbitro(s): Facundo Tello VAR: Hernán Mastrangelo | Árbitro(s): Facundo Tello VAR: Hernán Mastrangelo |

| septiembre de 2025 | Brasil | vs. | Chile |  |  |

| septiembre de 2025 | Bolivia | vs. | Brasil |  |  |

## Jugadores
Listado de jugadores que han participado del proceso eliminatorio para la Copa Mundial 2026.
| Nombre             | Posición       | Edad    | Club                          |
| ------------------ | -------------- | ------- | ----------------------------- |
| Alisson            | Portero        | 32 años | Liverpool F. C.               |
| Ederson            | Portero        | 31 años | Manchester City F. C.         |
| Lucas Perri        | Portero        | 27 años | Olympique de Lyon             |
| Bento              | Portero        | 26 años | Al-Nassr F. C.                |
| Weverton           | Portero        | 37 años | S. E. Palmeiras               |
| Hugo Souza         | Portero        | 26 años | S. C. Corinthians P.          |
| Gabriel Magalhães  | Defensa        | 27 años | Arsenal F. C.                 |
| Murillo            | Defensa        | 22 años | Nottingham Forest F. C.       |
| Roger Ibáñez       | Defensa        | 24 años | Al-Ahli Saudí F. C.           |
| Abner              | Defensa        | 24 años | Olympique de Lyon             |
| Marquinhos         | Defensa        | 31 años | París Saint-Germain F. C.     |
| Nino               | Defensa        | 26 años | Fluminense F. C.              |
| Danilo             | Defensa        | 33 años | C. R. Flamengo                |
| Vanderson          | Defensa        | 24 años | A. S. Mónaco F. C.            |
| Caio Henrique      | Defensa        | 26 años | A. S. Mónaco F. C.            |
| Renan Lodi         | Defensa        | 25 años | Olympique de Marsella         |
| Bremer             | Defensa        | 26 años | Juventus F. C.                |
| Carlos Augusto     | Defensa        | 24 años | Inter de Milán                |
| Yan Couto          | Defensa        | 21 años | Girona F. C.                  |
| Guilherme Arana    | Defensa        | 27 años | C. Atlético Mineiro           |
| Emerson Royal      | Defensa        | 24 años | Tottenham Hotspur F. C.       |
| Éder Militão       | Defensa        | 26 años | Real Madrid C. F.             |
| Lucas Beraldo      | Defensa        | 21 años | París Saint-Germain F. C.     |
| Wendell            | Defensa        | 31 años | F. C. Oporto                  |
| Alex Telles        | Defensa        | 31 años | Botafogo F. R.                |
| Fabrício Bruno     | Defensa        | 28 años | C. R. Flamengo                |
| Léo Ortiz          | Defensa        | 29 años | C. R. Flamengo                |
| Wesley             | Defensa        | 21 años | C. R. Flamengo                |
| Alex Sandro        | Defensa        | 34 años | C. R. Flamengo                |
| Alexsandro         | Defensa        | 25 años | Lille O. S. C.                |
| André              | Centrocampista | 23 años | Wolverhampton Wanderers F. C. |
| Bruno Guimarães    | Centrocampista | 27 años | Newcastle United F. C.        |
| Casemiro           | Centrocampista | 33 años | Manchester United F. C.       |
| Joelinton          | Centrocampista | 28 años | Newcastle United F. C.        |
| Raphael Veiga      | Centrocampista | 28 años | S. E. Palmeiras               |
| Gerson             | Centrocampista | 28 años | C. R. Flamengo                |
| Douglas Luiz       | Centrocampista | 25 años | Aston Villa F. C.             |
| João Gomes         | Centrocampista | 24 años | Wolverhampton Wanderers F. C. |
| Lucas Paquetá      | Centrocampista | 27 años | West Ham United F. C.         |
| Andreas Pereira    | Centrocampista | 29 años | Fulham F. C.                  |
| Éderson            | Centrocampista | 25 años | Atalanta B. C.                |
| Andrey Santos      | Centrocampista | 21 años | Racing de Estrasburgo         |
| Gabriel Martinelli | Delantero      | 23 años | Arsenal F. C.                 |
| Matheus Cunha      | Delantero      | 26 años | Wolverhampton Wanderers F. C. |
| Neymar             | Delantero      | 31 años | Al-Hilal Saudí F. C.          |
| Richarlison        | Delantero      | 28 años | Tottenham Hotspur F. C.       |
| Raphinha           | Delantero      | 28 años | F. C. Barcelona               |
| Rodrygo Goes       | Delantero      | 24 años | Real Madrid C. F.             |
| Vinícius Júnior    | Delantero      | 24 años | Real Madrid C. F.             |
| Gabriel Jesus      | Delantero      | 26 años | Arsenal F. C.                 |
| David Neres        | Delantero      | 26 años | S. L. Benfica                 |
| João Pedro         | Delantero      | 23 años | Brighton & Hove Albion F. C.  |
| Savinho            | Delantero      | 20 años | Manchester City F. C.         |
| Pepê               | Delantero      | 26 años | F. C. Oporto                  |
| Paulinho           | Delantero      | 23 años | Atlético Mineiro              |
| Endrick            | Delantero      | 18 años | Real Madrid C. F.             |
| Antony             | Delantero      | 25 años | Real Betis Balompié           |
| Estêvão            | Delantero      | 18 años | S. E. Palmeiras               |
| Pedro              | Delantero      | 27 años | C. R. Flamengo                |
| Luiz Henrique      | Delantero      | 23 años | Botafogo F. R.                |
| Lucas Moura        | Delantero      | 32 años | São Paulo F. C.               |
| Igor Jesus         | Delantero      | 23 años | Botafogo F. R.                |

## Estadísticas

### Generales
| 25 | 16 | 7 | 4 | 5 | 21 | 16 | +5 |

| 17 | 8 | 5 | 2 | 1 | 15 | 5 | +10 |

| 8 | 8 | 2 | 2 | 4 | 6 | 11 | -5 |

### Goleadores
| N.°   | Jugador            | Goles | PJ | Prom. | Jugada | Cabeza | Tiro libre | Penal |
| ----- | ------------------ | ----- | -- | ----- | ------ | ------ | ---------- | ----- |
| 1     | Raphinha           | 5     | 11 | 0.45  | 1      | 0      | 1          | 3     |
| 2     | Rodrygo Goes       | 3     | 12 | 0.25  | 3      | 0      | 0          | 0     |
| 3     | Neymar             | 2     | 4  | 0.5   | 2      | 0      | 0          | 0     |
| 4     | Luiz Henrique      | 2     | 6  | 0.33  | 2      | 0      | 0          | 0     |
| 5     | Vinícius Júnior    | 2     | 11 | 0.18  | 2      | 0      | 0          | 0     |
| 6     | Andreas Pereira    | 1     | 2  | 0.5   | 1      | 0      | 0          | 0     |
| 7     | Igor Jesus         | 1     | 4  | 0.25  | 0      | 1      | 0          | 0     |
| 8     | Matheus Cunha      | 1     | 7  | 0.14  | 1      | 0      | 0          | 0     |
| 9     | Gabriel Martinelli | 1     | 9  | 0.11  | 1      | 0      | 0          | 0     |
| 10    | Gerson             | 1     | 10 | 0.1   | 1      | 0      | 0          | 0     |
| 11    | Gabriel Magalhães  | 1     | 11 | 0.09  | 0      | 1      | 0          | 0     |
| 12    | Marquinhos         | 1     | 16 | 0.06  | 0      | 1      | 0          | 0     |
|       | En propia puerta   | 0     | 0  | 0.0   | 0      | 0      | 0          | 0     |
| Total | Total              | 21    | 16 | 1.31  | 14     | 3      | 1          | 3     |

### Asistencias
| N.°   | Jugador         | Asistencias | Jugada | Cabeza | Tiro libre | Saque de esquina |
| ----- | --------------- | ----------- | ------ | ------ | ---------- | ---------------- |
| 1     | Neymar          | 3           | 1      | 0      | 0          | 2                |
| 2     | Bruno Guimarães | 2           | 2      | 0      | 0          | 0                |
| 2     | Raphinha        | 2           | 2      | 0      | 0          | 0                |
| 4     | Rodrygo Goes    | 1           | 1      | 0      | 0          | 0                |
| 4     | Vinícius Júnior | 1           | 1      | 0      | 0          | 0                |
| 4     | Lucas Paquetá   | 1           | 1      | 0      | 0          | 0                |
| 4     | Savinho         | 1           | 1      | 0      | 0          | 0                |
| 4     | Luiz Henrique   | 1           | 1      | 0      | 0          | 0                |
| 4     | Igor Jesus      | 1           | 1      | 0      | 0          | 0                |
| 4     | Matheus Cunha   | 1           | 1      | 0      | 0          | 0                |
| Total | Total           | 14          | 12     | 0      | 0          | 2                |